# Natalio Félix Botana
Natalio Félix Botana Miralles (Sarandí del Yí, 8 de septiembre de 1888-San Salvador de Jujuy, 7 de agosto de 1941) fue un empresario periodístico uruguayo radicado en Buenos Aires.

## Biografía
Nació en el seno de una familia de hacendados cuyas actividades comerciales se veían frecuentemente afectadas por las continuas guerras políticas que estallaban entre las dos grandes corrientes del país: Blancos y Colorados.
Era militante del Partido Blanco. 
Casado con la escritora Salvadora Medina Onrubia; su hija Georgina fue la madre del humorista y escritor Raúl Damonte Botana, conocido con el seudónimo de Copi. El  5 de agosto de 1941 tuvo un accidente automovilístico en la provincia de Jujuy. Falleció en la ciudad de San Salvador de Jujuy, después de dos días de agonía.
Su sobrino es el politólogo Natalio R. Botana.

## Periodismo
En 1913, cuando llegó a Buenos Aires, comenzó a trabajar en diferentes redacciones hasta que llega a La Razón y posteriormente cuando tenía 25 años funda el Diario Crítica. 
El diario fue innovador sensacionalismo, denuncia y artículos de varios escritores como Raúl González Tuñón, Roberto Arlt, Jorge Luis Borges, Enrique González Tuñón, Carlos de la Púa, Bernardo Verbitsky, pasando por notas del físico Albert Einstein o el Premio Nobel George Bernard Shaw.[cita requerida]
Su fastuosa quinta de Don Torcuato fue visitada por los personajes más famosos de la época, desde Pablo Neruda hasta José Ortega y Gasset, y tenía un mural llamado "Ejercicio plástico" pintado por el mexicano David Alfaro-Siqueiros, encargado por el mismo Botana, en el que aparecía desnuda Blanca Luz Brum, esposa de Siqueiros y, al parecer, amante de Botana. El mural se encuentra actualmente en el Museo Bicentenario en Argentina.
Natalio Botana llegó a tener una red tan amplia de amistades que a veces recibía visitas de varias figuras importantes de la política argentina y latinoamericana. Ofreció refugio al expresidente chileno Arturo Alessandri Palma[cita requerida] cuando este debió exiliarse tras su derrocamiento por su rival Carlos Ibáñez del Campo, y a través de su periódico atacó fuertemente al gobierno de Chile.

## Menciones literarias
Leopoldo Marechal, en su novela Adán Buenosayres, lo condena al séptimo círculo del infierno y lo muestra como el jefe absoluto de una rotativa gigante cuyos rodillos devoran y aplastan hombres hasta convertirlos en papel. Aparece confesando cómo, en una noche de póquer, aburrido, se dedicó a contar los fósforos que contenía una cajita de cartón. Descubrió que contenía uno menos que los 45 prometidos y logró que la empresa fabricante pagara fortunas con tal de que la noticia no llegara a la primera plana del diario.
Pablo Neruda en Confieso que he vivido, narra una aventura "cósmico-erótica" que tuvo como escenario la quinta Don Torcuato de Natalio Botana. .[cita requerida]
Ariel Magnus en El que mueve las piezas, narra una novela bélica en la que Natalio Botana convive con su abuelo.[cita requerida]
La escritora española Elena Fortún, durante sus años de exilio republicano en Buenos Aires, conoció a Natalio Botana. En su libro Celia Institutriz en América, la figura del Doctor está inspirada en Botana, y la finca El Jacarandá, donde transcurre la primera parte del libro, en la quinta de Natalio Botana.